# 颱風英格瑞 (1946年)
（國際編號：4606，聯合颱風警報中心：06W）是1946年太平洋颱風季第6個被命名的熱帶氣旋，亦是引致皇家香港天文台需要懸掛二戰後首個八號、九號及十號風球的熱帶氣旋。
英格瑞於1946年7月12日生成，先後影響菲律賓呂宋島及臺灣中南部地區，再於7月18日在香港掠過，並給港澳造成災害，兩日後減弱消散。至於英格瑞登陸菲律賓及中國大陸後的影響，兩地的氣象部門及媒體則未有詳細記載。

## 命名

### 英文
Ingrid一名是從當年美國海軍擬定的颱風名稱表中得來。在1945年，美國海軍開始為在西太平洋地區形成的颱風冠上女性名稱。那些名都是軍官妻子的名稱，而那些軍官都是被委派到關島或菲律賓天氣預報中心工作的。

### 中文
在中文地區，中華民國交通部中央氣象局所使用的譯名是「英格瑞」，而中華人民共和國氣象局公共氣象服務中心的譯名則是「英格麗德」。
在香港，因爲當地的天文台在1947年前都不會為颱風冠名，故對「英格瑞」這個名稱未予承認，在其熱帶氣旋警告訊號資料庫中一直以「無名」或「一九四六年七月的熱帶氣旋」來稱呼之，但香港民間有使用「英格瑞」一名的例子。

## 發展過程
英格瑞於7月12日在菲律賓以東的海面形成，形成後大致向西北偏西移動。經多日的進一步增強，它於7月15日增強成四級颱風。之後它在菲律賓呂宋北部登陸並減弱為二級颱風，出海後進入南海北部，掠過東沙島東北海面。英格瑞最後於7月18日在珠江口一帶登陸，隨後在廣東西部沿岸轉向西移動並減弱，於7月20日在廣西內陸消散。

## 影響

### 菲律賓

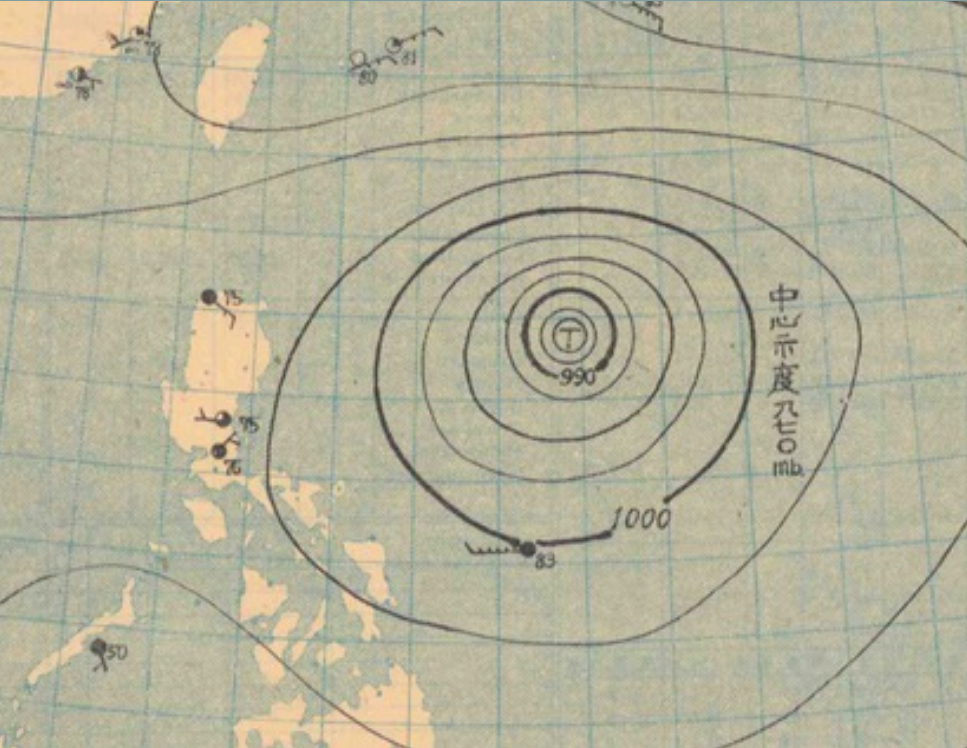
英格瑞接近菲律賓時的天氣圖

英格瑞曾登陸並吹襲呂宋北部，但至於英格麗德對該區的影響則未見記載。

### 英屬香港

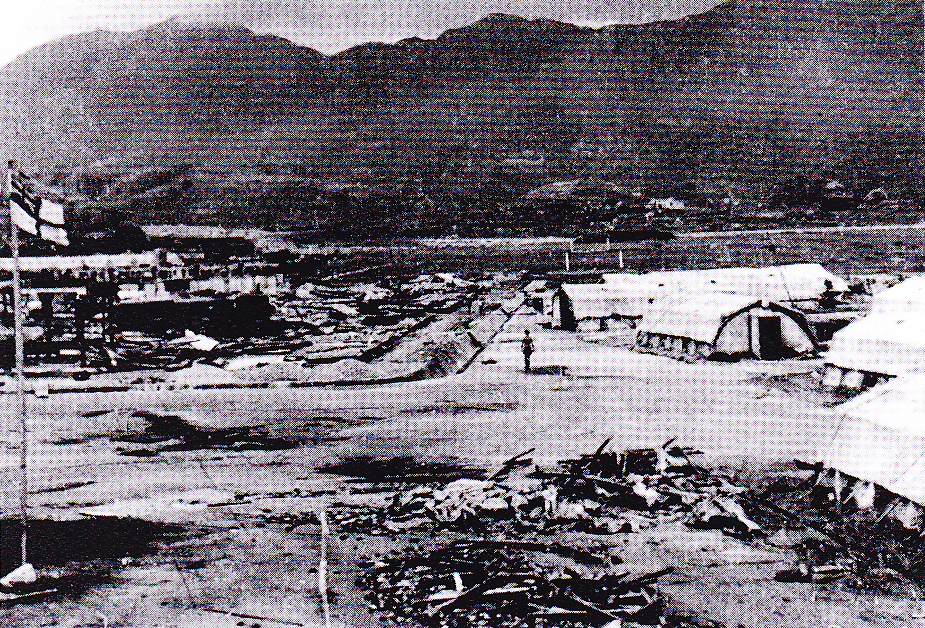
颱風過後，啟德機場滿目瘡痍

- 當地懸掛之最高熱帶氣旋警告信號：  十號風球
- 最接近當地位置：皇家香港天文台總部以南70公里（正面吹襲）

皇家香港天文台於7月16日夏令時間下午4時10分懸掛一號風球。次日，香港的風勢開始加強，夏令時間中午12時15分，天文台改掛相等於現在八號東北烈風或暴風信號的七號風球。
隨著英格瑞趨向香港，天文台在7月18日夏令時間上午11時30分改掛九號風球，並在夏令時間下午3時15分改掛十號風球。十號風球維持4小時45分鐘，成為香港二戰後有紀錄以來首個引致天文台需要懸掛十號風球的熱帶氣旋。其中心在該日下午最接近天文台，當時位於天文台以南約70公里，並錄得最低平均海平面氣壓為每小時985.7百帕斯卡。
隨著英格瑞進入內陸，天文台在夏令時間晚上8時改掛相等於現在八號東南烈風或暴風信號的八號風球，最終在夏令時間晚上10時除下所有信號。
英格瑞在香港造成11死7傷，另有四艘船隻受損，包括兩艘遠洋輪船及兩艘漁船。 在十號風球下，市區內的房屋亦有大量損毀，重災區主要集中在香港島地區，在灣仔、西營盤及德輔道西等地區尤為嚴重。

### 葡屬澳門
當地懸掛之最高熱帶氣旋信號：  十號風球
英格瑞在7月18日至19日期間最接近澳門。從現時地球物理暨氣象局所提供的數據顯示，在英格麗德襲澳前，當地在7月17日吹和緩北風。至翌日英格麗德趨向珠江口，澳門開始吹強風，駐澳葡萄牙海軍在當日下午3時錄得最高平均風速每小時60公里。至7月19日風勢逐漸緩和。
英格瑞的環流亦為澳門帶來降雨。從地球物理暨氣象局所提供的數據，英格瑞在7月17日至20日為澳門帶來120.3毫米的雨量。當中在7月19日錄得最高雨量67.1毫米。
以下是現時地球物理暨氣象局所提供的當時（1946年7月17日－20日）上午九時、下午三時及晚上九時的數據：
| 日期    | 時間 | 風向     | 風速 （公里／小時） | 海平面氣壓 （百帕斯卡） | 當日雨量 （毫米） |
| ------- | ---- | -------- | ------------------- | ----------------------- | ----------------- |
| 7月17日 | 9時  | 北       | 14                  | 998.1                   | 4.1               |
| 7月17日 | 15時 | 北       | 14                  | 998.1                   | 4.1               |
| 7月17日 | 21時 | 東南偏東 | 15                  | 998.1                   | 4.1               |
| 7月18日 | 9時  | 北       | 30                  | 1001.4                  | 0.0               |
| 7月18日 | 15時 | 北       | 60                  | 1001.4                  | 0.0               |
| 7月18日 | 21時 | 東南偏東 | 46                  | 1001.4                  | 0.0               |
| 7月19日 | 9時  | 東南偏南 | 32                  | 1000.1                  | 67.1              |
| 7月19日 | 15時 | 東南偏南 | 22                  | 1000.1                  | 67.1              |
| 7月19日 | 21時 | 東南偏南 | 25                  | 1000.1                  | 67.1              |
| 7月20日 | 9時  | 東南     | 20                  | 1005.3                  | 49.1              |
| 7月20日 | 15時 | 東南偏東 | 10                  | 1005.3                  | 49.1              |
| 7月20日 | 21時 | 東南偏東 | 4                   | 1005.3                  | 49.1              |

風暴導致騎樓街3號下乘妓寨倒塌，一名25歲妓女及56歲嫖客死亡。港務局派出「尼頓士號」於海面巡邏，沿海面救獲漁民數名並拾獲浮屍數具。以下是當時測得的風速及氣壓數據：
- 最接近距離：數里
- 最低海平面氣壓：974.8百帕斯卡
- 陣風速度：每小時138公里

### 中華民國
英格瑞在吹襲香港和澳門之後便吹襲廣東、廣西兩省，為該區帶來豪大雨。據部分縣誌記載，廣東省寶安、東莞、中山、羅定、虎門等地區因颱風緣故田禾受摧殘，損失過半。
雖然英格瑞未曾登陸臺灣本島，所帶來的災情相對輕微， 無人傷亡， 但它的環流仍為臺灣中南部地區帶來豪大雨。從臺灣省氣象局所提供的總雨量分佈圖，英格麗德在7月16日及7月17日為臺灣帶來522.5毫米的雨量。當中臺東縣的成功鎮及大武鄉在兩日來錄得最高雨量，前者為108.8毫米，後者為98.8毫米（不過從另一數據指大武鄉是測得最高雨量的地方，雨量為112.8毫米）。除了上述兩者及恆春半島（87.8毫米），臺灣其餘各鄉鎮皆測得少於50毫米的雨量。
英格瑞也為臺灣各地帶來強風及烈風。當中高雄縣在7月16日及17日期間錄得最高風速每秒約18米（每小時約64.8公里），但無測得最高陣風。新竹縣是錄得最高陣風風速的地方，風速超過每秒約20米（每小時約72公里），成功鎮及花蓮縣亦測得陣風風速每秒接近20米。

## 熱帶氣旋警告使用紀錄

### 英屬香港
| 皇家香港天文台 熱帶氣旋警告信號 | 皇家香港天文台 熱帶氣旋警告信號 | 皇家香港天文台 熱帶氣旋警告信號 |
| ------------------------------- | ------------------------------- | ------------------------------- |
| 上一熱帶氣旋                    | 一號風球                        | 下一熱帶氣旋                    |
| 1945年9月熱帶風暴               | 一號風球                        | 1946年8月颱風                   |
| 1942年10月颱風                  | 七號風球                        | 颱風葆蓮                        |
| 1941年9月颱風                   | 八號風球                        | 1946年9月颱風                   |
| 1942年7月颱風                   | 九號風球                        | 1949年9月熱帶氣旋               |
| 1941年9月颱風                   | 十號風球                        | 颱風姬羅莉亞                    |

### 葡屬澳門
| 葡萄牙海軍 熱帶氣旋信號 | 葡萄牙海軍 熱帶氣旋信號 | 葡萄牙海軍 熱帶氣旋信號 |
| ----------------------- | ----------------------- | ----------------------- |
| 上一熱帶氣旋            | 九號風球                | 下一熱帶氣旋            |
| 1944年7月颱風           | 九號風球                | 1949年9月熱帶氣旋       |
| 1944年7月颱風           | 十號風球                | 1949年9月熱帶氣旋       |

## 備註
1. ↑  當時三號強風信號並未設立，詳見熱帶氣旋警告信號 (香港)#熱帶氣旋警告信號的歷史及改革[[[Wikipedia:格式手册/链接#章節|錨點失效]]]。
2. ↑  澳門氣象台於1952年成立，此前觀察氣象的工作由駐守澳門的葡萄牙海軍負責。

### 文獻
- 〈歷年天災的回顧〉（頁56－106） （页面存档备份，存于），《風雲可測——香港天文台與社會的變遷》，何佩然著，香港天文台，2003年，ISBN 9622097014
- 《百年侵台颱風路徑圖集（1897-1996）》，中央氣象局，1998年6月
- 《百年侵台颱風路徑圖集及其應用－臺灣地區颱風預報輔助系統建立之研究（第二階段之三） （页面存档备份，存于）》，謝信良、王時鼎、鄭明典、葉天降等編，中央氣象局，1998年6月